# Lekkoatletyka na Letnich Igrzyskach Olimpijskich 1920 – chód na 10 km mężczyzn
Chód na 10 km mężczyzn był jedną z konkurencji lekkoatletycznych na Letnich Igrzyskach Olimpijskich 1920. Zawody odbyły się w dniach 17-18 sierpnia. W zawodach uczestniczyło 23 zawodników z 13 państw.

## Rekordy
| Rekord świata     | 45:26.4 | Aage Rasmussen  | ?               | 1918             |
| Rekord olimpijski | 46:28,4 | George Goulding | Sztokholm (SWE) | 11 sierpnia 1912 |

## Wyniki

### Półfinały
Półfinał 1
| Miejsce | Zawodnik         | Czas    | Kwal. |
| ------- | ---------------- | ------- | ----- |
| 1       | Ugo Frigerio     | 47:06,4 | Q     |
| 2       | Joseph Pearman   | 47:30,0 | Q     |
| 3       | George Parker    | 47:31,0 | Q     |
| 4       | Donato Pavesi    | 48:12,0 | Q     |
| 5       | Charles Gunn     | 48:22,0 | Q     |
| 6       | Jean Segers      | 48:29,0 | Q     |
| 7       | William Roelker  |         |       |
| –       | Josef Šlehofer   | DNF     |       |
| –       | Charles Dowson   | DNF     |       |
| –       | Paul Verlaeckt   | DSQ     |       |
| –       | Eduard Hermann   | DSQ     |       |
| –       | Martial Simon    | DSQ     |       |
| –       | Gunnar Rasmussen | DSQ     |       |

Półfinał 2
| Miejsce | Zawodnik             | Czas    | Kwal. |
| ------- | -------------------- | ------- | ----- |
| 1       | William Hehir        | 51:33,8 | Q     |
| 2       | Cecil McMaster       | 51:39,0 | Q     |
| 3       | Thomas Maroney       | 51:54,6 | Q     |
| 4       | William Plant        | 52:18,3 | Q     |
| 5       | Luis Meléndez        | 53:56,6 | Q     |
| 6       | Antoine Doyen        |         | Q     |
| –       | Stanislas Anselmetti | DNF     |       |
| –       | Charles Wiggers      | DSQ     |       |
| –       | Niels Pedersen       | DSQ     |       |
| –       | Edward Freeman       | DSQ     |       |

### Finał
| Miejsce | Zawodnik       | Czas    |
| ------- | -------------- | ------- |
| 1       | Ugo Frigerio   | 48:06.2 |
| 2       | Joseph Pearman | 49:40.2 |
| 3       | Charles Gunn   | 49:43.9 |
| 4       | Cecil McMaster | 50:04.0 |
| 5       | William Hehir  | 50:11.8 |
| 6       | Thomas Maroney | 50:24.4 |
| 7       | Jean Segers    | 50:32.4 |
| 8       | Antoine Doyen  | 56:30.0 |
| –       | Luis Meléndez  | DNF     |
| –       | George Parker  | DSQ     |
| –       | Donato Pavesi  | DSQ     |
| –       | William Plant  | DNS     |